# Mesalina guttulata
Espèce
Synonymes
- Lacerta guttulata Lichtenstein, 1823
- Scapteira punctulata Gray, 1838
- Eremias pardalis Duméril & Bibron, 1839

Mesalina guttulata est une espèce de sauriens de la famille des Lacertidae.

## Répartition
Cette espèce se rencontre en Sénégal, au Maroc, en Algérie, au Niger, en Tunisie, en Libye, au Égypte, au Soudan, en Israël, en Jordanie, en Syrie, en Arabie saoudite, au Koweït, en Iran, au Turkménistan, en Afghanistan et au Rajasthan en Inde.

## Publication originale
- Lichtenstein, 1823 : Verzeichniss der Doubletten des Zoologischen Museums der Königlichen Friedrich-Wilhelm-Universität zu Berlin nebst Beschreibung vieler bisher unbekannter Arten von Säugethieren, Vögeln, Amphibien und Fischen. Königlich Preussische Akademie der Wissenschaften, Berlin, p. 1-118 (texte intégral).